# Курмышский уезд
Курмышский уезд — административно-территориальная единица  в составе Приказа Казанского дворца (до 1708 года), Казанской Губернии (1708 — 1714, 1717 — 1719), Нижегородской губернии (1714 — 1717),  Алатырской провинции Нижегородской губернии (1714 — 1717, 1719 — 1781), Симбирской губернии (1781—1921 годах) и Нижегородской губернии (1922 — 1923). Уездный город — Курмыш. 

## Географическое положение
Уезд располагался на севере Симбирской губернии, граничил на западе с Нижегородской и на востоке с Казанской губерниями. Площадь уезда составляла в 1897 году 3 786,6 верст² (4 309 км²).

## История
Уезд образован в 1552 году. Состоял из нескольких станов в левобережье Суры, позже к нему была присоединена из Чебоксарского уезда Юмачевская волость с чувашским населением.
В сентябре 1780 года в составе Симбирского наместничества, в результате реформы Екатерины Великой. С 1796 года в составе Симбирской губернии, при этом часть чувашских селений правобережья были переданы в Ядринский уезд Казанской губернии. Несколько селений были переданы в Курмышский уезд из Чебоксарского (Алгаши, Ходары и др.).
В 1918 году Курмышская волость была разделена на 3 новые волости: Пандиковская, Торхановская, Красночетаевская, а из Атаевской волости выделилась Ходаровская волость. 7 сентября 1920 года Алгашинская, Атаевская, Красночетаевская, Пандиковская, Торхановская и Ходаровская волости вошли в состав Ядринского уезда Чувашской АО.
4 мая 1922 года Курмышский уезд в составе города Курмыш, Алферьевской, Бахаревской, Болтинской, Большерыбушкинской, Бортсурмановской (к волости была присоединены селения Выглядовка и Мальцево Деяновской волости), Верхне-Талызинской, Ждановской, Знаменской, Казачье-Стрелецкой, Каменской, Красноостровской, Майданской, Новомочалеевской, Петряксинской, Пильнинской, Рогожинской, Собачье-Островской, Талызинской, Тепло-Станской, Ходаровской, Чембилеевской и Языковской волостей, селений Бегичево, Мурзицы, Ратово и Щукино, селений Волховское и Ерпелево был переведён в Нижегородскую губернию. При этом Анастасовская волость, селения Бардино, Камасаево, Колычевка, Козловка, Мочкасы, Ряпино, Тареевка, Тихомирово и Шатино Мурзицкой волости (эти селения переданы в Порецкую волость) переданы в Алатырский уезд, селения Аржадлеево, Атяшево и Спасское Волховской волости — в Ардатовский уезд. Упразднены Деяновская (селения Выглядовка и Мальцево были переданы в Бортсурмановскую волость), Ерпельевская (территория передана в Болховскую волость), Кочетовская (территория передана в Мурзицкую волость) волости.
Постановлением ВЦИК от 27 апреля 1923 года уезд ликвидирован. При этом его территория передана в Сергачский уезд.
В 1929 бывшая территория уезда вошла в состав Нижегородской области.

## Население
По данным переписи 1897 года в уезде проживало 161 647 чел. В том числе русские — 52,5 %, чуваши — 25,9 %, татары — 15,0 %, мордва — 6,4 %. В городе Курмыш проживало 3166 чел.

## Административное деление
До 1781 уезд до вхождения в Симбирскую губернию (наместничество) включал в себя 3 стана: 
- Завадский,
- Имзинский
- Подгородный,

и 5 чувашских волостей (до I ревизии 1717 года включительно фигурировали как сотни):
- Аликовская,
- Тувановская,
- Шуматовская,
- Шумшевашевская,
- Яндобинская.

В 1890 году в состав уезда входило 17 волостей:
| № п/п | Волость | Волостное правление | Число селений | Население |
| ----- | --- | ------------------- | ------------- | --------- |
| 1     | Алгашинская | с. Алгаши           | 5             | 4226      |
| 2     | Алферьевская | с. Алферьево        | 9             | 4169      |
| 3     | Анастасовская (селения Степное Коровино, Анастасово, Бахмутово, Боголеповка, Бредовка, Броновщина, Выползово, Дубово, Ключи, Ломакино, Нижнее Коровино, Никулино, Степановка) | с. Анастасово       | 14            | 6025      |
| 4     | Атаевская | с. Штанаши          | 63            | 18526     |
| 5     | Бахаревская | с. Бахарево         | 12            | 10629     |
| 6     | Болховская | с. Болховское       | 13            | 6995      |
| 7     | Бортсурмановская | с. Бортсурмановское | 11            | 4883      |
| 8     | Верхне-Талызинская | с. Верхнее Талызино | 7             | 5351      |
| 9     | Деяновская | с. Деяново          | 11            | 5097      |
| 10    | Ждановская | с. Жданово          | 17            | 6544      |
| 11    | Знаменская | с. Знаменское       | 12            | 5910      |
| 12    | Курмышская | с. Четай            | 41            | 17741     |
| 13    | Мурзицкая | с. Мурзицы          | 18            | 9389      |
| 14    | Петряксинская | с. Петряксы         | 6             | 14329     |
| 15    | Пильнинская | с. Пильна           | 4             | 7942      |
| 16    | Чимбелеевская | с. Чембилей         | 4             | 12022     |
| 17    | Языковская | с. Языково          | 13            | 10236     |

В 1913 году в уезде было 16 волостей, упразднена Алферьевская волость.